# Darlington megye
Darlington megye az Amerikai Egyesült Államokban, azon belül Dél-Karolina államban található. Megyeszékhelye Darlington, legnagyobb városa Hartsville. Lakosainak száma 62 905 fő (2020. április 1.). Darlington megye Marlboro, Lee, Florence, Kershaw és Chesterfield megyékkel határos.

## Népesség
A megye népességének változása:
| Lakosok száma | 68 639 | 68 275 | 68 178 | 67 935 | 67 548 | 62 905 |
|               | 2010   | 2011   | 2012   | 2013   | 2015   | 2020   |